# Comparație

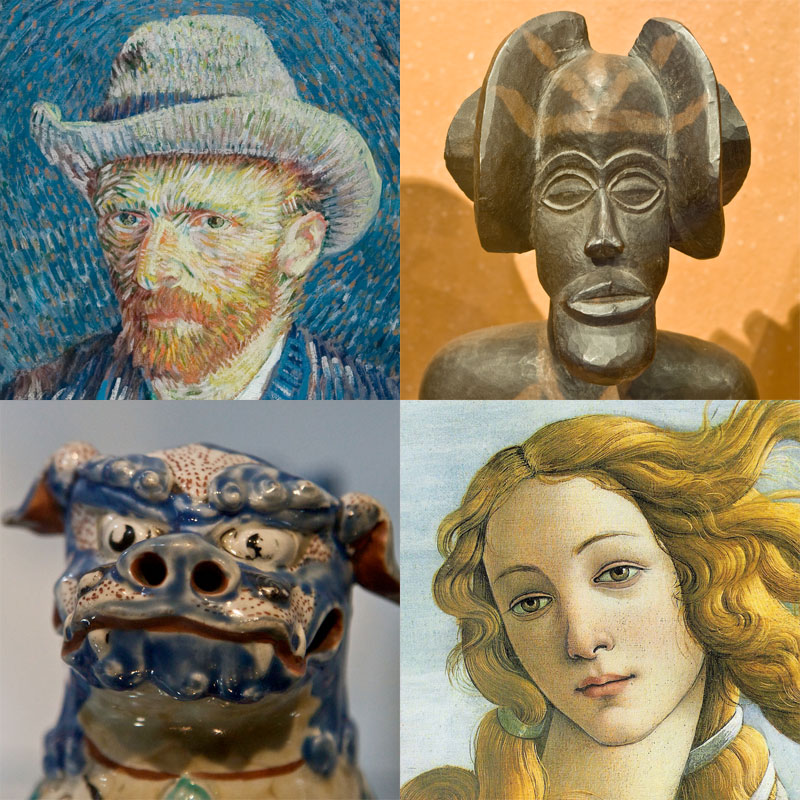
Montaj de fețe din tipuri diferite de artă

Comparația este o figură de stil care constă în alăturarea a doi termeni (obiecte, persoane, idei, fenomene, acțiuni etc.) cu însușiri asemănătoare, urmărindu-se evidențierea anumitor caracteristici ale primului (de comparat), prin intermediul celui de-al doilea (cu care se compară). Relația de asemănare este pusă în evidență prin folosirea unor grupuri de cuvinte sau a unor cuvinte cum ar fi: ca, precum, asemenea, la fel ca etc.
Prin comparație se înțelege o examinare a două sau a mai multor lucruri, ființe sau fenomene, făcută cu scopul de a se stabili asemănările și deosebirile dintre ele. Grad de comparație înseamnă o formă pe care o ia adjectivul și unele categorii de adverbe pentru a arăta măsura mai mică sau mai mare în care un substantiv sau un verb posedă însușirea sau caracteristica exprimată de acel adjectiv sau adverb.
Exemple: „Și e liniște pe dealuri/ Ca într-o mănăstire arsă” (George Coșbuc).
„Te iubesc ca sarea-n bucate.” (Petre Ispirescu în povestirea Sarea în bucate)